# Chi Ruối
Chi Ruối hay chi Hu (danh pháp khoa học: Mallotus) là một chi trong họ Đại kích (Euphorbiaceae). Tại khu vực nhiệt đới châu Phi và Madagascar có 2 loài, trong khi khoảng 140 loài khác được tìm thấy tại Đông và Đông Nam Á cũng như trong khu vực từ Indomalaysia tới Nouvelle-Calédonie và Fiji, miền bắc và miền đông Úc. Các thành viên đáng chú ý trong chi này có ba chia (Mallotus philippensis), với các lông tơ của hạt của nó là nguồn để sản xuất thuốc nhuộm màu vàng (thuốc nhuộm kamala) và trước đây còn dùng làm thuốc.

## Phân loại

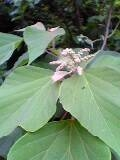
Mallotus japonicus

Các tên gọi phổ biến cho các loài trong chi này bằng tiếng Việt là ruối, hu, bông bét, ruống, ngoát v.v. Tại Việt Nam, có một số loài như:
- M. apelta: Bùm bụp
- M. barbatus: Ba bét (bông bét, hu lông)
- M. clellandii: Ruối Clelland
- M. eberhardtii: Ngoát
- M. glabriusculus: Ruống không lông
- M. macrostacgyus: Ruối đuôi to
- M. oblonggifolius: Ruối tròn dài
- M. opelta: Ruống (ba bét trắng)
- M. paniculatus: Bông bệt (chóc móc, hu)
- M. philippensis: Ba chia (cánh kiến)
- M. risinosus: Ruối resin
- M. thorelii: Ruối Thorel

Các loài Mallotus bị ấu trùng của một số loài côn trùng thuộc bộ Cánh vẩy (Lepidoptera) phá hại, như Endoclita malabaricus.

## Đồng nghĩa
Chi này còn được biết đến như là:
- Aconceveibum Miq.
- Axenfeldia Baill.
- Coelodiscus Baill.
- Diplochlamys Mull. Arg.
- Echinocroton F. Muell.
- Echinus Lour.
- Hancea Seem.
- Lasipana Raf.
- Plagianthera Rchb.f. & Zoll.
- Rottlera Willd.
- Stylanthus Rchb.f. & Zoll.

## Lưu ý
Coccoceras Miq., trước đây được coi là đồng nghĩa của Mallotus, nhưng hiện nay đã được tách ra.